# Айне
„Айне“ (на османски турски: عينة; на турски: Âyine, в превод Огледало) е османски вестник, излизал в Солун, Османската империя от 5 октомври 1875 година.
Вестникът е седмичник и излиза в неделя. Издаван е от Мустафа бей. Собственик е Махмуд Хамди. Свързан е с вестнк „Заман“.